# Яланецька паланка
Яланецька паланка, Єланецька паланка — адміністративно-територіальна одиниця Війська Запорозького Низового у 18 столітті на схід від Кальміуської паланки за річкою Кальміус у долині річок Сухий Яланчик, її притоки Мокрий Яланчик та Міус у їх впадінні Азовське море.

## Географія
До складу паланки входили землі від цієї річки на заході до річки Єї на південному сході (нині Краснодарський край Росії), вздовж морського узбережжя аж до нового кордону з Туреччиною. На території Єланецької паланки розташовувалися руїни Озова й Таганрога, що за умовами миру з турками увійшли до складу Росії, але відбудовувати їх було заборонено.

## Історія
Землі у низині Дону, на Міущині та Єйщині були постійною метою запорожців у 16-17 сторіччях, коли неодноразово Низове військо робило військові походи на фортецю Озів. 1711 року землі Яланецької паланки були закріплені за запорожцями, коли вони опинилися під протекторатом Османської імперії.
З поверненням Запорозької Січі під протекторат Російської імперії 1734 року козаки стикнулися із зазіханнями на ці землі донських козаків. Не маючи сили підпорядкувати собі устя Дону зброєю, донці вдалися до політики скарг й наклепів, жаліючись перед російським урядом на запорожців та прохаючи Петербург забрати від українців багаті рибою та сіллю території.
Царський уряд почав політику заселення військових земель Запоріжжя селянами та балканськими переселенцями. Так утворилася адміністративна одиниця - Яланецька паланка.
Згідно з Сенатським указом 1746 року кордон між запорожцями та донцями встановлювався по річці Кальміус (в межах сучасної Донецької області, там де Маріуполь). Таким чином Яланецька паланка ліквідовувалася, її землі віддавалися донським козакам, разом з залишками Озова й Таганрога, які через кілька десятиліть було відбудовано і передано до російської воєнної адміністрації. Так Донське козацьке військо за рахунок запоріжців отримало вихід до Озівського моря.

## Паланкові полковники
Останніми полковниками Єланецької паланки були Павло Таран (1743), Осип Баран (1744) і Леонтій Таран (1746).

## Поселення
Найбільшими поселеннями були: Таганріг, Озів, Покровське, Койсюг та інші.